# Sobotniki (gmina)
Sobotniki (początkowo Subotniki) – dawna gmina wiejska istniejąca do 1939 roku w województwie nowogródzkim w Polsce (obecnie na Białorusi). Siedzibą gminy było miasteczko Sobotniki (lub Subotniki, 542 mieszk. w 1921 roku).
Początkowo gmina należała do powiatu oszmiańskiego. 12 grudnia 1920 r. została przyłączona do nowo utworzonego powiatu wołożyńskiego pod Zarządem Terenów Przyfrontowych i Etapowych. 19 lutego 1921 r. wraz z całym powiatem weszła w skład nowo utworzonego województwa nowogródzkiego. 22 stycznia 1926 roku gmina została przyłączona do powiatu lidzkiego w tymże województwie. 11 kwietnia 1929 roku do gminy Sobotniki przyłączono część obszaru zniesionej gminy Siedliszcze.
Po wojnie obszar gminy Sobotniki został odłączony od Polski i włączony do Białoruskiej SRR.